# 신북읍
신북읍(新北邑)은 대한민국 강원특별자치도 춘천시의 읍이다. 넓이는 57.23km2이고, 인구는 2022년 기준으로 7,337명이다.

## 개요
신북읍은 뒤로는 마적산과 수리봉이 호위하듯이 우뚝 서 있고, 앞으로는 소양강과 북한강이 감싸고 흘러내리는 수려한 지역으로 국민가요 “소양강 처녀”의 소양강이 발원하고, 고대에는 “맥국”이라는 나라가 자리했던 고도이기도 하다.

## 역사
- 1914년 4월 1일 북중면(北中面)과 북내일작면(北內一作面)을 신북면(新北面)으로 합면하였다.[2] (10법정리)

| 구 행정구역     | 신 행정구역 | 신 행정구역                            |
| --------------- | ----------- | -------------------------------------- |
| 북중면 일원     | 신북면 일원 | 천전리, 유포리, 율문리, 산천리, 발산리 |
| 북내일작면 일원 | 신북면 일원 | 지내리, 용산리, 신동리, 마산리, 우두리 |
- 1939년 10월 1일 우두리, 마산리를 춘천읍으로 이관하였다.[3] (8법정리)
- 1946년 6월 1일 춘천군을 춘성군(春城郡)으로 개칭하였다.[4]
- 1973년 7월 1일 신동리를 춘천시로 이관하였다.[5] (7법정리)
- 1992년 2월 1일 춘성군을 춘천군(春川郡)으로 개칭하였다.[6]
- 1995년 1월 1일 춘천군 등을 춘천시로 개편하였다.[7]
- 1995년 3월 2일 신북읍으로 승격하였다.[8]

## 행정 구역
| 법정리 | 한자명 | 행정리                                                                          | 비고                  | 지도 |
| ------ | ------ | ------------------------------------------------------------------------------- | --------------------- | ---- |
| 발산리 | 鉢山里 | 발산1리, 발산2리, 발산3리                                                       |                       |      |
| 산천리 | 山川里 | 산천1리, 산천2리                                                                |                       |      |
| 용산리 | 龍山里 | 용산1리, 용산2리, 용산3리                                                       |                       |      |
| 유포리 | 柳浦里 | 유포1리, 유포2리, 유포3리                                                       |                       |      |
| 율문리 | 栗文里 | 율문1리, 율문2리, 율문3리, 율문4리, 율문5리                                     | 읍행정복지센터 소재지 |      |
| 지내리 | 池內里 | 지내1리, 지내2리, 지내3리                                                       |                       |      |
| 천전리 | 泉田里 | 천전1리, 천전2리, 천전3리, 천전4리, 천전5리, 천전6리, 천전7리, 천전8리, 천전9리 |                       |      |

## 주요 기관

### 관공서
- 신북읍행정복지센터
- 강원신북우체국
- 강원소방본부 소방항공대

### 교육기관
- 춘천한샘고등학교
- 춘성중학교
- 천전초등학교
- 상천초등학교

## 문화재
- 강원기념물 제4호 천전리 지석묘군
- 강원기념물 제55호 청평사지
- 천전리 선사유적
- 산천리 고인돌군
- 이정형사당
- 수양단회관
- 발산리 고인돌군
- 풍운부원군비

## 교통

### 도로
국도
- 국도 제5호선

(춘천시 신사우동) ← 102 보충대 - 용산리피암터널 - 춘성교 (춘천댐) - 갈월교 - 오월삼거리 - 오월고개 - 오월피암터널 - 원평1교 - 원평2교 - 원평교 - 말고개터널 - 신포교 - 사북면행정복지센터 - 농협하나로마트 사북점 - 조선일보 사북지국 - 부강 휴게소 (폐업) - 지촌삼거리(국도 제56호선) → (화천군 하남면)
- 국도 제46호선

(춘천시 동면) ← 천전 나들목 - 춘천공원묘원 - 무지골 - 배후령 - 간척사거리 - 간척대교 - 추곡터널 (790m) - 약수교 → (양구군 국토정중앙면) / (여기서 간척사거리 - 간척대교 구간은 화천군 간동면)

## 사건
- 2020년 춘천 산불